# Everaldo de Jesus Pereira
Everaldo de Jesus Pereira, född 19 februari 1980 i Salvador, är en brasiliansk tidigare fotbollsspelare.
Han vann skytteligan i Qatar Stars League 2010 med 21 gjorda mål.